# Культурні символи Сицилії

## Символи сицилійської культури: Віддзеркалення історії та спадщини
Культурні символи Сицилії становлять важливу частину культурної спадщини цього італійського регіону, відображаючи багатовікову історію, традиції та особливості його народу. Ці символи, вкорінені в глибині часу, переповнені не лише звичайними знаками, а й глибокими смислами, що відображають турбулентні періоди історії Сицилії — від давньоримської епохи до впливу арабської та норманської культур. Вони стають яскравим відображенням специфічного духу та атмосфери, що притаманні цьому унікальному регіону, і грають ключову роль у формуванні колективної свідомості місцевого населення. Від традиційної кухні до архітектурних шедеврів, культурні символи Сицилії сповнені багатогранності та неповторності, приваблюючи погляди та захоплюючи серця кожного, хто має щастя відвідати цей прекрасний куточок Італії.

## Тринакрія

Трінакрія — герб, на якому зображена жіноча голова з трьома зігнутими ногами, що виходять із неї

Не зважаючи на те, що Сицилія залишається для багатьох мандрівників ключовою точкою на карті туристичних маршрутів, цей острів також славиться своєю унікальною символікою. Одним із головних символів Сицилії є Тринакрія — стародавній символ, який зустрічається у багатьох культурах, від народів Гімалаїв і Малої Азії до острова Мен. Цей символ, також відомий як трикселіон, був привезений на острів греками під час їхнього освоєння Сицилії в VIII—VIII століттях до н. е.
Слово «Тринакрія», походження якого грецьке, означає три миси острова — південь (Капо Пассеро), північний схід (Капо Пелоро) і північний захід (Капо Лілібео), що відображає незвичайну трикутну конфігурацію острова. У центрі символу зображена голова Медузи-горгона, міфологічного створіння, яке, за легендою, заморожує тих, хто дивиться їй в очі. Тому місцеві мешканці використовували та використовують Тринакрію як оберіг у своїх домівках. Змії на голові Медузи є символом мудрості, а колоски, що пізніше були додані до її голови (у римську епоху), — символом плодючості та родючості сицилійської землі. Три ноги, що спрямовані в одному напрямку, також відображають зміну сезонів, часів року, дня і ночі, динаміку та циклічність життя. Такий філософський символ відображає багатовимірність культурної спадщини Сицилії та глибокі значення, що притаманні цьому регіону.

## Керамічні Голови-Кашпо Мавра
Ще одним значущим символом Сицилії є керамічна голова-кашпо мавра, яку можна зустріти як у чоловічій, так і в жіночій образах на всьому острові. Особливо вишукано ці голови-вази виглядають у вигляді квіткових кашпо на балконах. Усі керамічні майстерні острова мають у своєму асортименті голови мавра, особливо відомі своєю різноманітністю ваз, виготовлених у майстернях керамічного центру Сицилії — Кальтаджироне. Значення цієї голови окутане легендою, яка, за середньовічними віруваннями, може бути як жорстокою, так і мрачною, проте гіди завжди розповідають про неї з усмішкою, настільки вона сюрреалістична.
Згідно з легендою, за часів арабського владарювання на Сицилії прибув молодий та благородний красень-араб. Місцева красуня не витримала і закохалася в нього, їхня любов була взаємною. Однак через декілька днів араб готувався до повернення додому і виявилося, що він залишив на Батьківщині родину: дружину та дітей. Красуня розлючена та в останню ніч відрубала йому голову. Щоб приховати злочин, вона перетворила голову коханця у вазу та висадила в неї ароматичні трави, виставивши на балкон — на заздрість сусідам. Після цього заздрісники стали замовляти майстрам подібні керамічні голови. Існують інші версії легенди, одна з яких базується на сюжеті, описаному у творі «Декамерон» Боккаччо, де дівчина закохалася у хлопця, якого вбили її брати, а вона знайшла його голову і використала її як кашпо для базиліку.
Так чи інакше, голови-кашпо мавра є дуже популярними на острові, багато хто придбовує їх як пам'ятні подарунки з острова, а Дольче і Габбана неодноразово використовували «мотив сицилійських голів» у своїх колекціях.

## Прапор Сицилії як символ незалежності
Прапор Сицилії має важливе значення в історії острова, починаючи з 1282 року — періоду відомого сицилійського Вечора, коли сицилійці повстали проти нових правителів — французів-анжуїнців, і символізував незалежність сицилійців. Прапор містить у собі символ Трикселіон або Тринакрію, який був описаний раніше. Два кольори — червоний і жовтий — символізують два міста: столицю Сицилії Палермо та містечко Корлеоне, важливий сільськогосподарський центр острова.
Ці кольори прапор Сицилії цікавим чином переплітаються з кольорами каталонського прапора, що, ймовірно, не є випадковим. Педро III Арагонський був одружений на Констанції, дочці сицилійського короля Манфреда і став королем Сицилії під іменем Педро I. Крім того, жовтий колір, як колір золота, символізує цінність незалежності як такої, а червоний — колір крові сицилійців, пролитої у боротьбі за незалежність від французів-анжуїнців. Цей прапор використовувався до 1296 року, після чого, при Фрідріху III, був замінений на смугастий, але з використанням тих самих двох кольорів. Прапор залишався таким до 1816 року, потім був замінений на прапор Бурбонів, але прапор Сицилії, червоно-жовтий, знову зайняв своє почесне місце.

## Кукли Pupi Siciliani
Кукли Pupi Siciliani є ще одним визначним символом Сицилії, які охороняються ЮНЕСКО як об'єкт культурної спадщини. Ці чудові фігурки часто можна зустріти в будинках сицилійців, на лобі хотелів та особливо в сувенірних магазинах. Туристи люблять придбовувати їх для своїх дітей — це одночасно пам'ять про острів і іграшка. Але це не просто іграшка. Існують музеї цих ляльок, а також театральні вистави (на кшталт театру маріонеток), які до цього часу проводяться з їх участю. До 1950-х років театральні вистави Опери дей Пупи практично замінювали телевізор для сицилійців. Кукли виникли на острові в другій половині 19 століття і базуються на французькому героїчному епосі, зокрема на класичній поемі Аріосто «Неистовний Роланд». Головні герої — король Карл Великий та його 12 благородних лицарів-паладинів.
Це велике творіння — 39 тисяч віршів, тому сицилійські лялькарі зробили з нього щось на зразок серіалу або мильної опери, яке тривало протягом більше року. Кожне представлення закінчувалося на півслові, щоб глядачі не втрачали інтересу і на наступний день знову приходили в театр. Лицарі боролися з сарацинами, драконами та чудовиськами, завойовували серця прекрасних дам, подорожували в далекі країни.
Існують 2 школи Опери дей пупі — школа Палермо та школа Катанії. Кукли цих двох шкіл відрізняються — різні розміри та способи виготовлення ляльок, а також «фізіологія»: у ляльок школи Катанії ноги в коліні не рухаються, тоді як у ляльок палермітанських вони рухаються. Популярність сицилійських маріонеток також пояснюється тим, що вони дуже схожі на живих людей. Лати, зброя, шоломи, щити та мечі майстерно виготовлені з жовтої латуні та прикрашені важкими малюнками. Керувати ними зверху за допомогою металевої стрижня лялькарями, що стоять позаду на підмості. Сицилійські лялькарі пишалися своїми традиціями та технікою виконання, передавали секрети маріонеток всередині сім'ї з покоління в покоління.